# Лундуский диалект
Лундуский диалект (кит. 隆都话) -  однa из разновидностей восточноминьской подгруппы китайского языка, которая распространена преимущественно в населённых пунктах Дачун и Шаси, расположенных в уезде Чжуншань  в дельте Жемчужной реки в провинции Гуандун.

## Распространение
Два района, Дачун и Шаси, объединены местным населением и представителями диаспоры под неофициальным названием «регион Лунду», что подчёркивает их языковую и культурную общность.
В пределах региона насчитывается свыше 40 деревень, жители которых говорят на одном и том же диалекте. Несмотря на столь значительное количество носителей в прошлом, в настоящее время Лундуский диалект находится под угрозой исчезновения. Это связано, с одной стороны, с его пониженным социальным статусом, а с другой — с быстрым сокращением числа активных носителей, даже в пределах региона, где ранее он был широко распространён. Влияние официального путунхуа и господствующего кантонского языка способствует вытеснению миньского языка из повседневного общения, особенно среди молодёжи.
Хотя географически Лундуский диалект окружён другими китайскими диалектами, он не имеет с ними близкого лингвистического родства, поскольку относится к другой языковой ветви. В частности, он отделён от окружающих кантонских диалектов, представляя собой так называемый «диалектный остров» миньского языка, обособленный как лингвистически, так и культурно. Это делает Лундунский диалект уникальным примером устойчивого языкового анклава в многоязычном регионе. Он является одним из трёх известных анклавов миньской группы в уезде Чжуншань, наряду с Саньсянским (三乡话) и Наньланским (南朗话) диалектами. Все три представляют собой живые свидетельства ранней миграции носителей миньских диалектов из провинции Фуцзянь на юг Китая в эпоху династий Тан и Сун, что делает их важными объектами для исследования исторической лингвистики и социолингвистики Китая.
Лундуский диалект является родным языком для многих китайских эмигрантов. Его носители, как правило, понимают кантонский, однако обратное понимание обычно отсутствует.

По данным Центра документации языков при Гавайском университете в Маноа: «Многие дети не используют этот язык в повседневной жизни. Число носителей сокращается».
Основными причинами этого считаются:
- Эмиграция носителей из региона в другие страны;
- Отсутствие межпоколенческой передачи языка.

## Лексика
Согласно исследованию, опубликовавшему детальное описание диалекта на основе полевых работ 1949 года, лексика Лундуского диалекта состоит из трёх слоёв:
1. Дотанский разговорный слой (предположительно связанный с фучжоуским диалектом);
2. Разговорный слой эпохи Тан (имеющий сходство с южноминьскими диалектами);
3. Слой литературных чтений, заимствованных из диалекта Шици — местного варианта кантонского языка.[3]

## Языковая ситуация в регионе
- В образовательных учреждениях региона основным языком обучения выступает исключительно путунхуа — официальный стандарт китайского языка, обязательный к использованию во всех школах Китайской Народной Республики.
- В повседневной жизни, особенно в семейной среде, представители старшего поколения, как правило, передают детям кантонские диалекты. Это связано с тем, что регион Лунду территориально расположен в черте города Чжуншани (провинция Гуандун), где кантонский язык традиционно выполняет функцию лингва франка, объединяя носителей различных диалектов в южном Китае.
- Лундуский диалект, несмотря на историческое значение и широкое распространение в прошлом, редко используется в межпоколенческой коммуникации, особенно среди молодёжи, которая в основном говорит либо на кантонском, либо на путунхуа. Это приводит к быстрой ассимиляции и утрате локального миньского варианта речи.
- Местные усилия по сохранению лундунского диалекта, включая проведение культурных мероприятий и запись устной традиции, пока не получили значительной институциональной поддержки, а статус диалекта остаётся маргинализованным как в образовательной, так и в медиасфере.

## Особенности
Несмотря на то что жители Дачуна и Шаси пользуются общим лундуским диалектом, между речевыми особенностями этих двух территорий наблюдаются заметные различия. В частности, жители Дачуна, как правило, говорят с более высоким тональным рисунком, тогда как жители Шаси характеризуются использованием более низких и плавных тонов. Эти различия в произношении настолько устойчивы, что при внимательном слушании можно довольно точно определить, откуда именно родом собеседник — из Дачуна или Шаси.
Такие вариации считаются типичными для диалектов с длительной историей и отражают как фонетическое расслоение внутри локального сообщества, так и микрорегиональные культурные особенности. Исследователи лингвистической географии рассматривают эти различия как ценный материал для изучения внутренней динамики миньских диалектов в условиях изоляции и контакта с доминирующими языковыми средами, такими как кантонский и путунхуа.